# Dohna (Adelsgeschlecht)

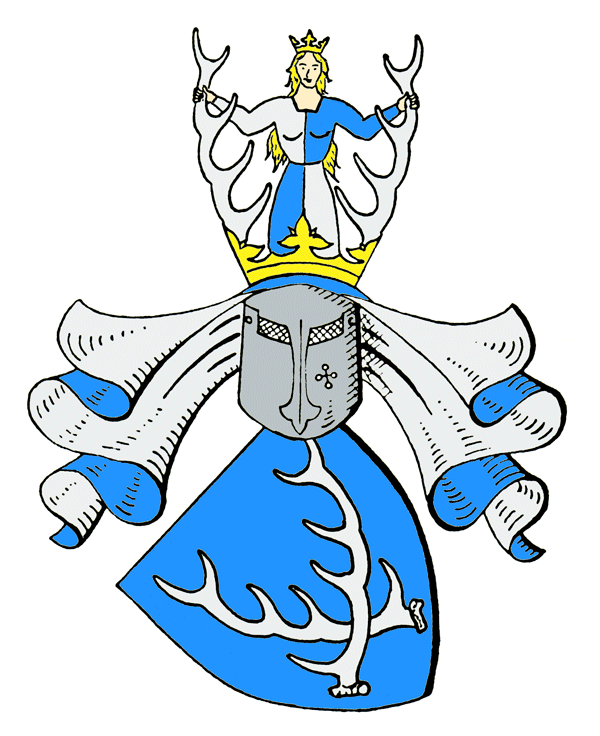
Wappen derer zu Dohna

Die Grafen und Burggrafen zu Dohna (auch Donin; Donyn) sind ein weitverzweigtes, ursprünglich edelfreies Adelsgeschlecht, das seit 1156 die Burggrafschaft Dohna samt der Burg Dohna (südöstlich von Dresden bei Pirna gelegen) als reichsunmittelbares Lehen innehatte. Der frühestmögliche Zeitpunkt einer Verlehnung wäre 1143, als auch der Gau Nisan an den Markgrafen Konrad I. von Meißen verlehnt wurde, wobei Belege hierzu fehlen, da der 1143 erwähnte Heinricus de Rodewa und der 1144 erwähnte Heinricus prefectus nicht sicher Heinricus castellanus de Donin von 1156 zuzuordnen sind.
Das Geschlecht wurde jedoch um 1400 von den Wettinern verdrängt und seine Territorien Teil der Markgrafschaft Meißen. Die Familie ging über Böhmen nach Schlesien, wo eine Linie bis 1711 ansässig blieb, ein Zweig gelangte in die Lausitz (bis um 1600) und eine Linie um 1500 nach Ostpreußen, wo diese bis 1945 ansässig blieb. Der Zweig Schlobitten wurde am 1. Januar 1900 in den erblichen preußischen Fürstenstand erhoben.

## Geschichte

### Entstehung

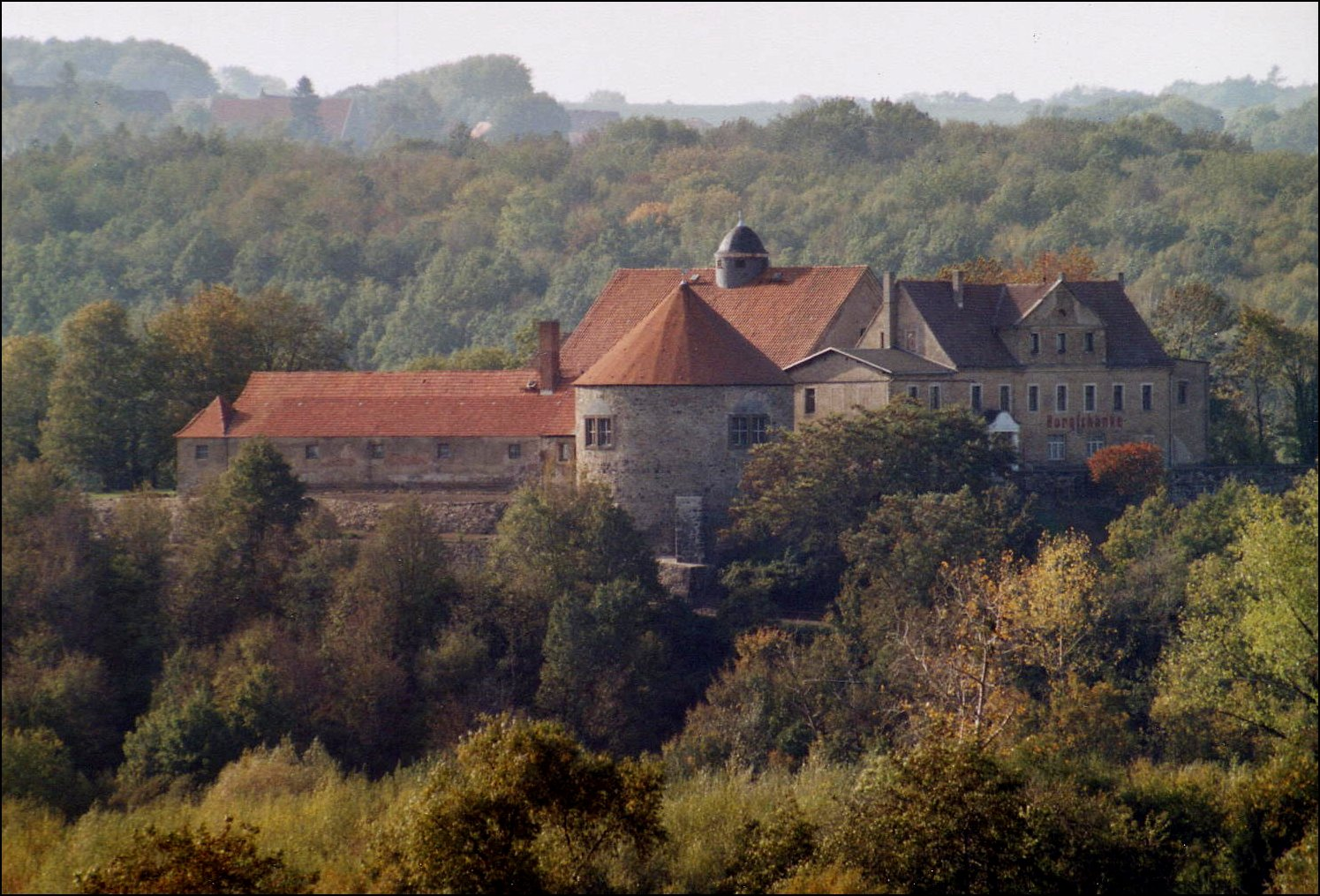
Burg Dohna (mit Bebauung des Schlossberges von 1828/30)

1156 befand sich die Burggrafschaft Dohna unter König Friedrich I. als Reichslehen bei Heinricus de Rodewa. Einige Historiker sehen diesen Heinrich I. von Dohna identisch mit einem 1143 urkundlich erwähnten Heinricus de Rodewa (Heinrich von Rötha), was aber nicht zwingend ist. Heinrich I. gilt als Begründer des Adelsgeschlechts der Donin.
Die Burggrafschaft Dohna lag zwischen der Markgrafschaft Meißen und dem Königreich Böhmen. Das Herrschaftsgebiet wurde in etwa eingegrenzt von den Flüssen Müglitz und Gottleuba im Osten, der Elbe im Norden und der Weißeritz im Westen. Damit reichte es von Gottleuba im Südosten über Lockwitz, Kaitz und die Burg Thorun bei Pesterwitz im Norden bis Rabenau, Dippoldiswalde bzw. Ruppendorf im Westen. Die Wilde Weißeritz markierte die Westgrenze des burggräflich-dohnaisch beherrschten und aufgesiedelten Gebietes. Auch bei der Aufsiedlung bzw. kolonisationszeitlichen Überformung des heutigen Stadtgebietes von Radebeul scheinen die Donins maßgeblich involviert gewesen zu sein.
Die Burg Dohna war bis zur Niederlage der Donins in der Dohnaischen Fehde 1402 Mittelpunkt der reichsunmittelbaren Burggrafschaft. Die etwa drei Kilometer südlich gelegene Burg Weesenstein gelangte um 1275 in ihren Besitz. Etwa zur gleichen Zeit dürften sie die Burg Kuckuckstein bei Liebstadt erbaut haben.
Burggraf Heinrich III. musste 1256 wegen seiner Konflikte mit dem damaligen Bischof von Meißen, Konrad I. von Wallhausen, die Grafschaft und Burg Dohna vorübergehend verlassen und begab sich nach Ostritz, das seit 1230 im Besitz der Donin war und zum Machtbereich von König Ottokar II. Přemysl von Böhmen gehörte. Dieser belehnte ihn oder seinen Sohn Otto II., der erstmals 1286 dort erwähnt wird, mit einer Burg Ulsycz in Nordböhmen, die danach Burg Grafenstein genannt wurde und bis 1562 im Besitz einer eigenen Linie blieb.
Als reichsunmittelbare Burggrafen hatten die Donin großen Einfluss auf die Besiedlung des Osterzgebirges (siehe auch: Liste der Burggrafen von Dohna). Mit der Anlage vieler Dörfer gelangten sie zu großem Besitz und dadurch auch zu Macht und Einfluss.
Nach Ansicht einiger Historiker wurden die Burggrafen um 1173 durch Kaiser Friedrich I. „Barbarossa“ beauftragt, Dresden und die erste Dresdner Elbbrücke zu planen. Dies bleibt fraglich, da die Zölle im Besitz der Dohnas (Dresdener Zoll und Königsbrücker Zoll) erst in den 1430er Jahren in deren Besitz gelangten und es sich dabei um einen Geleitzoll handelte als um einen Brückenzoll.
Bei den Streitigkeiten mit dem Bischof von Meißen um die Burg Thorun musste der Markgraf von Meißen, Dietrich der Bedrängte, am 31. März 1206 schlichten – in der Geschichte Dresdens die erstmalige Erwähnung der Stadt. Wegen der Schwäche der Meißner Markgrafen im 13. Jahrhundert gelang es ihnen, als königliche Statthalter und Inhaber der Obergerichte auch die Befestigungshoheit in Dresden zu erlangen. Der erstmals 1390 bezeugte Dohnaer Schöppenstuhl war als adliges Lehnsgericht von großer Bedeutung. Seine Funktion übernahm in der zweiten Hälfte des 16. Jahrhunderts der Leipziger Schöppenstuhl.
Der zweifelsfreie Nachweis Doninscher Brakteaten bezeugt, dass die Burggrafen das Münzrecht besaßen. Die ältesten wurden um 1200 geprägt und stammen aus der Regierungszeit Heinrichs II. von Dohna (1180–1225), die jüngsten sind aus der Zeit Ottos II. von Dohna (1256–1287).

### Dohnaische Fehde und Niedergang
Dieses Erstarken der Burggrafen von Dohna und der Kampf um die Vorherrschaft im Gau Nisan führte zu ständigen Machtkämpfen mit dem Markgrafen Wilhelm I. von Meißen und gipfelte in der Dohnaischen Fehde von 1385 bis 1402, in der die Donin (Burggraf Otto Heide II. und seine Söhne Jeschke, Otto Heide III. und Otto Mul) vollständig unterlagen und ihren gesamten Besitz an die Wettiner verloren.
Die Auseinandersetzung begann zunächst als persönlicher Streit zwischen Hans von Körbitz und dem jungen Burggrafen Jeschke. Ein Nickel von Köckeritz verfasste 1482 folgenden Bericht: „Es war einer von Korbs, der schlug dem jungen her Jeschken ein beyn under uff dem tantzhawse zu Dresden, so slugk her Jeschko Korbs uffs mawl.“ Diese auf einem Adelstanz in Dresden begonnene Fehde führte dazu, dass Hans von Körbitz Dohna belagerte und die Donin gefangen nahm, was die Wettiner nutzten und schließlich zum bereits beschriebenen Ende führte.
Burggraf Otto Heide II. starb wahrscheinlich in Gefangenschaft, zumindest verschwindet er aus der Überlieferung. Sein Sohn Jeschke konnte zunächst fliehen, wurde aber gefangen und 1403 in Ofen (Budapest) enthauptet. Der wahrscheinlich einzige Überlebende aus dieser Fehde war Jeschkes Bruder Otto Heide III., der 1415 in Prag starb. Ihre Verwandten versuchten noch lange den alten Familienbesitz zurückzugewinnen. Mit den sächsischen Territorien war auch die Reichsunmittelbarkeit des Geschlechts verloren gegangen, weshalb es später nicht mehr zur Reichsstandschaft aufsteigen konnte, als die reichsunmittelbaren Grafen 1495 Sitz Stimme im Reichstag erhielten.

### Zweige in Böhmen, Schlesien und der Lausitz

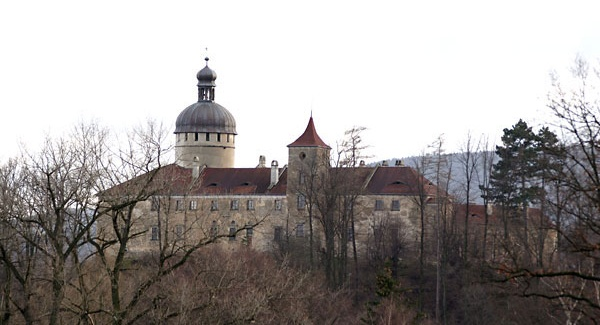
Burg Grafenstein, Nordböhmen

Nachdem  Markgraf Wilhelm von Meißen 1402 die Burg Dohna zerstören ließ und deren Lehen eingezogen hatte, hielten sich Burggrafen von Dohna am böhmischen Hof auf, wo sie als „Páni z Donína“ (Herren von Donin) bezeichnet wurden, z. B. Friedrich von Donin. Eine böhmische Nebenlinie existierte schon seit Ende des 13. Jahrhunderts auf Burg Grafenstein; sie besaß diese bis zu ihrem Konkurs 1562 und erlosch 1609 im Mannesstamm.
Bereits im 14. Jahrhundert waren die Dohna auch in der bis 1763 unmittelbar zu Böhmen gehörenden Grafschaft Glatz begütert, u. a. in Neurode, Ebersdorf, Hausdorf und Mittelsteine. Andere Dohnas erwarben zahlreiche Güter in Schlesien. Kaiser Siegmund erneuerte 1423 die Belehnung mit der Reichsburggrafschaft Dohna. Ein dritter Zweig, der in der Lausitz die Herrschaften Straupitz, Königsbrück, Muskau etc. erworben hatte, erlosch zu Anfang des 17. Jahrhunderts.
Im 15. Jahrhundert zerfiel das Geschlecht in eine schlesische und eine preußische Linie. Die schlesische Linie erlosch 1711.

### Zweige in Ostpreußen
Die preußische Linie spaltete sich wieder in zwei. Die ältere Linie teilte sich in die Zweige Dohna-Lauck und Dohna-Reichertswalde. Im Jahr 1878 fiel Reichertswalde an den Zweig Lauck, der dort bis 1945 ansässig blieb.

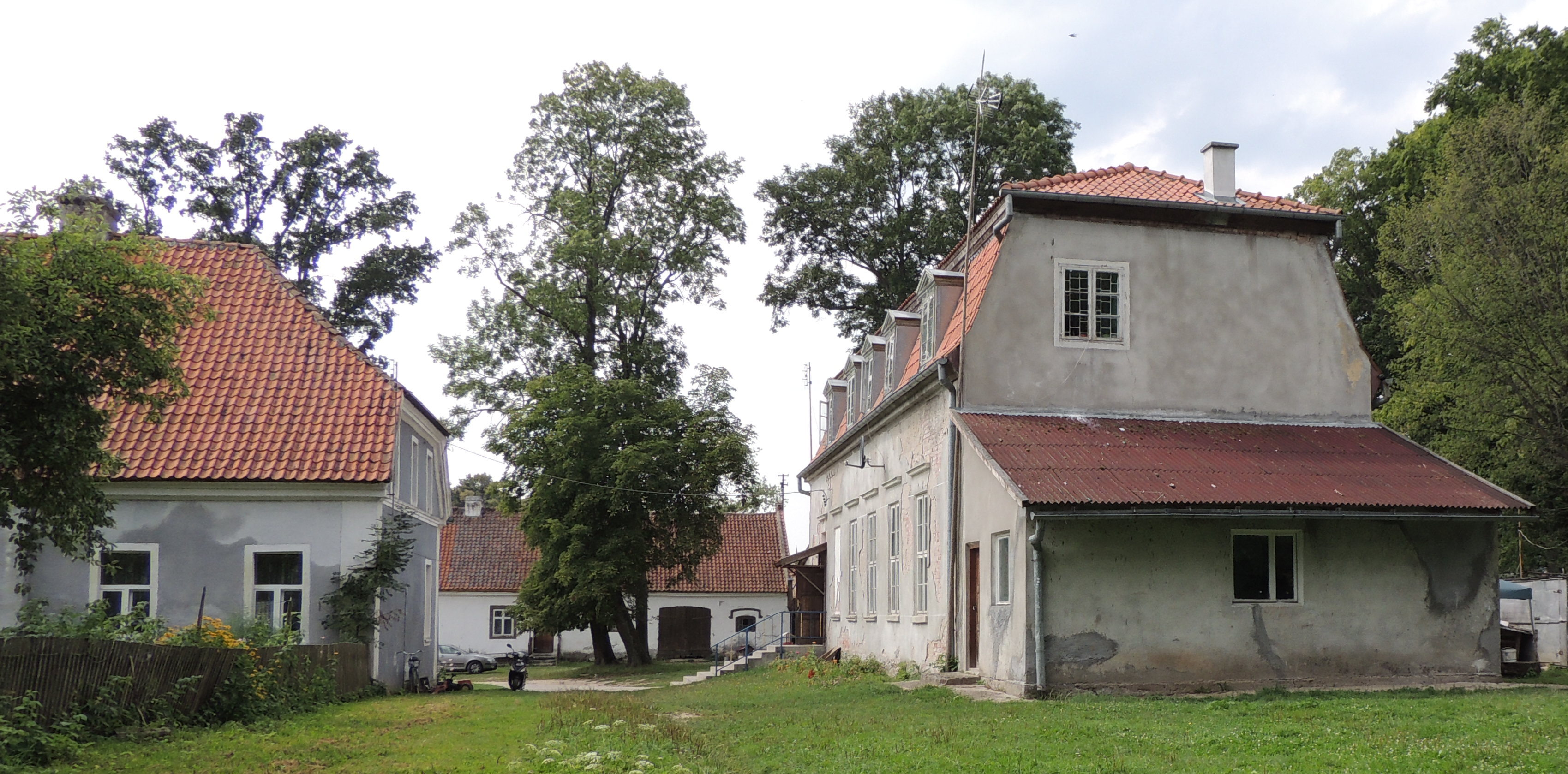
Gut Lauck
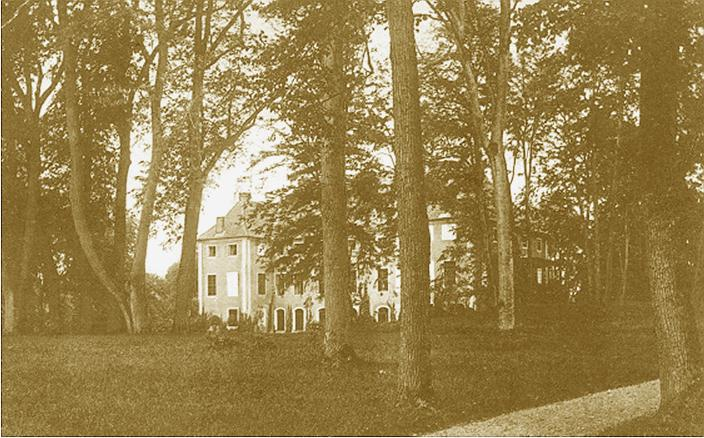
Schloss Reichertswalde

Die jüngere, Vianische Linie teilte sich in die Zweige Dohna-Schlobitten, Dohna-Schlodien mit Carwinden, die sich wieder in das Haus Schlodien mit Carwinden und das Haus Kotzenau (in Schlesien) schied, und Dohna-Carwinden (schwedische Linie), die 1820 im Mannesstamm ausstarb. Kaiser Ferdinand III. erkannte 1648 die Burggrafschaft der Familie an. Alle Familienmitglieder führen seither bis heute den bei keiner anderen Adelsfamilie gebräuchlichen Doppeltitel Burggraf und Graf bzw. Burggräfin und Gräfin.
Graf Stanislaus von Dohna (1433–1504) bekam 1496 Carwinden als Pfandbesitz verschrieben. Dessen Söhne erhielten es 1514 als Lehen. Das 1588 errichtete und um 1660 sowie 1715 erweiterte Schloss Carwinden blieb bis 1945 im Besitz der Familie.
Peter von Dohna (1483–1553), Hauptmann zu Braunsberg und Mohrungen, erwarb 1525 das Dorf Schlobitten. Um 1561 kaufte Achatius zu Dohna ein Grundstück in Mohrungen mit einem Abschnitt der Stadtmauern und Basteien, wo er das Dohna-Schlösschen Mohrungen errichtete, das nach einem Brand 1697 bis 1719 im Barockstil neu aufgebaut wurde. In den Jahren 1621–1624 wurde in Schlobitten ein Schloss im Spätrenaissancestil erbaut, das von 1696 bis 1736 durch ein Barockschloss ersetzt wurde. Im 1643 erworbenen Schlodien entstand von 1701 bis 1704 das Schloss Schlodien nach Plänen von Jean de Bodt.

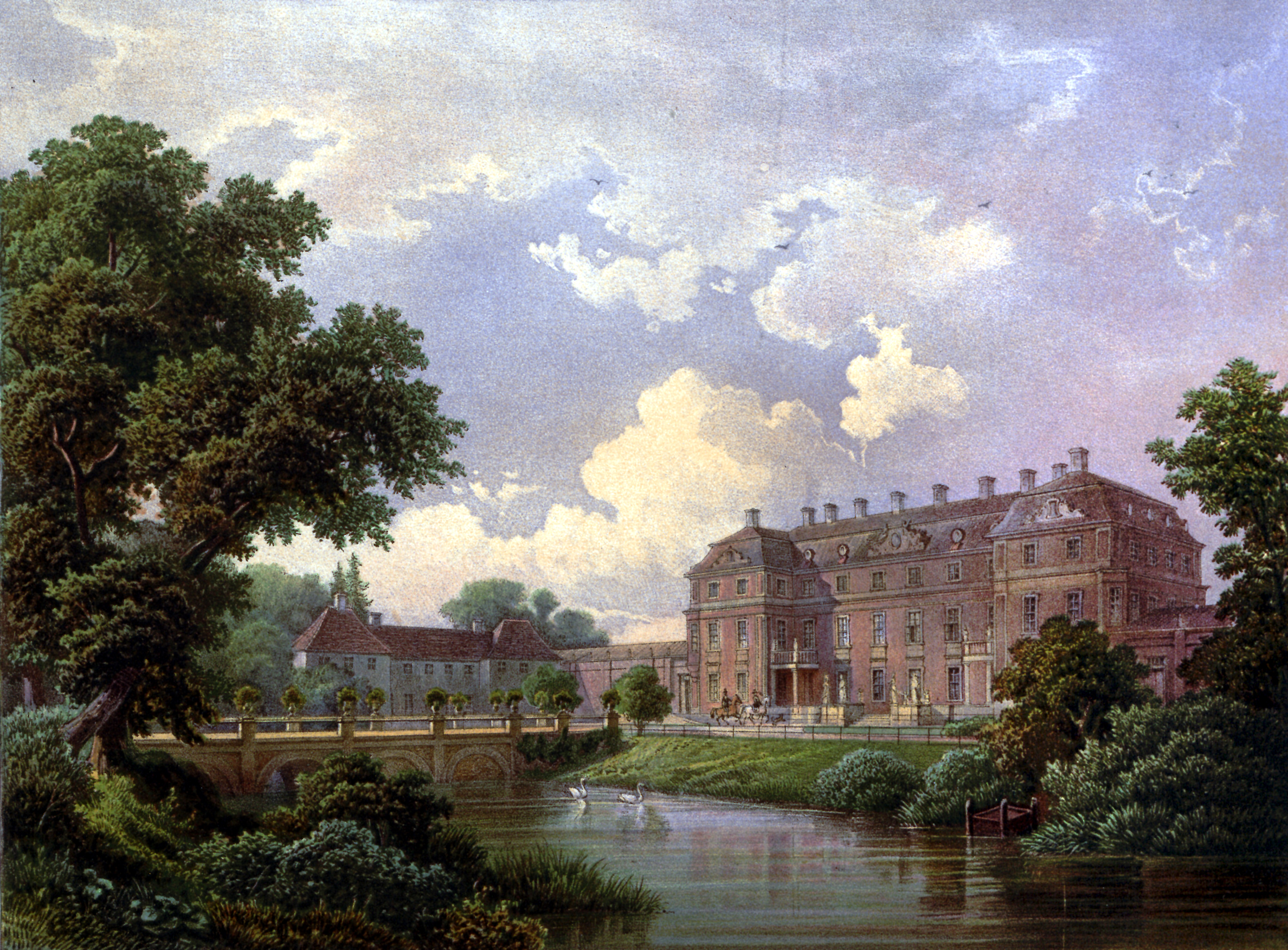
Schloss Schlobitten um 1860
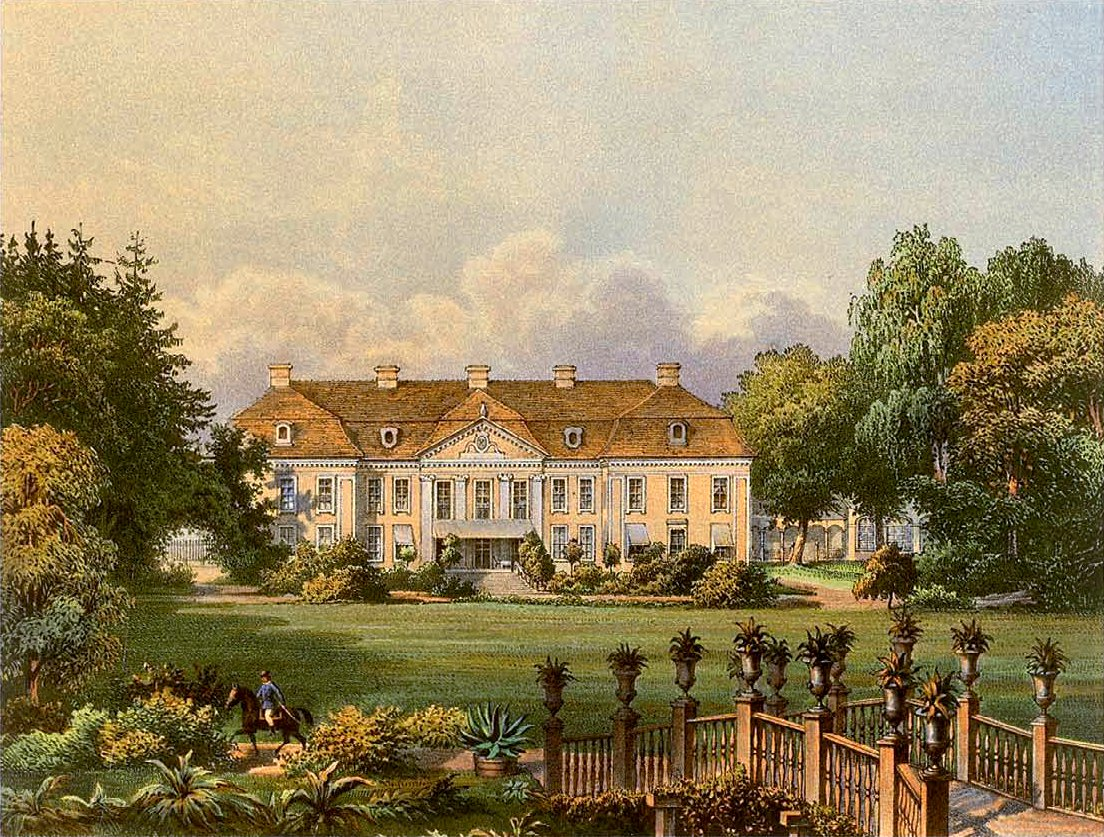
Schloss Schlodien um 1860
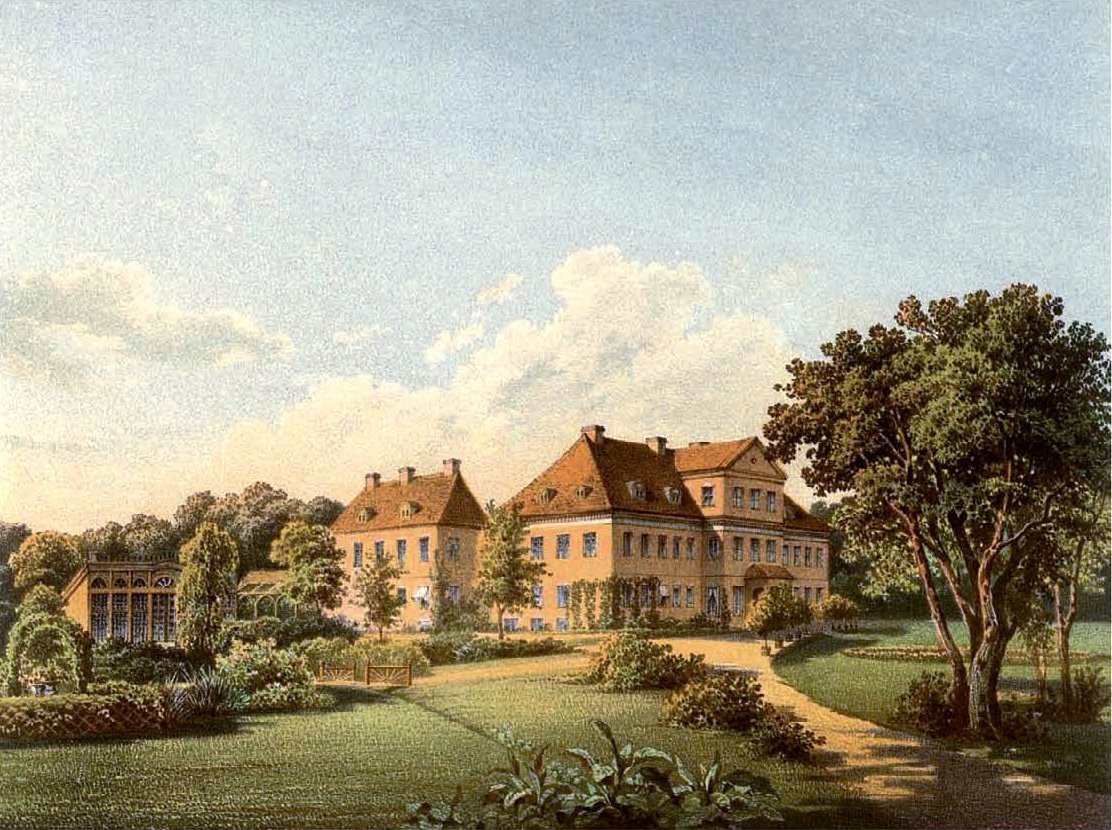
Schloss Carwinden
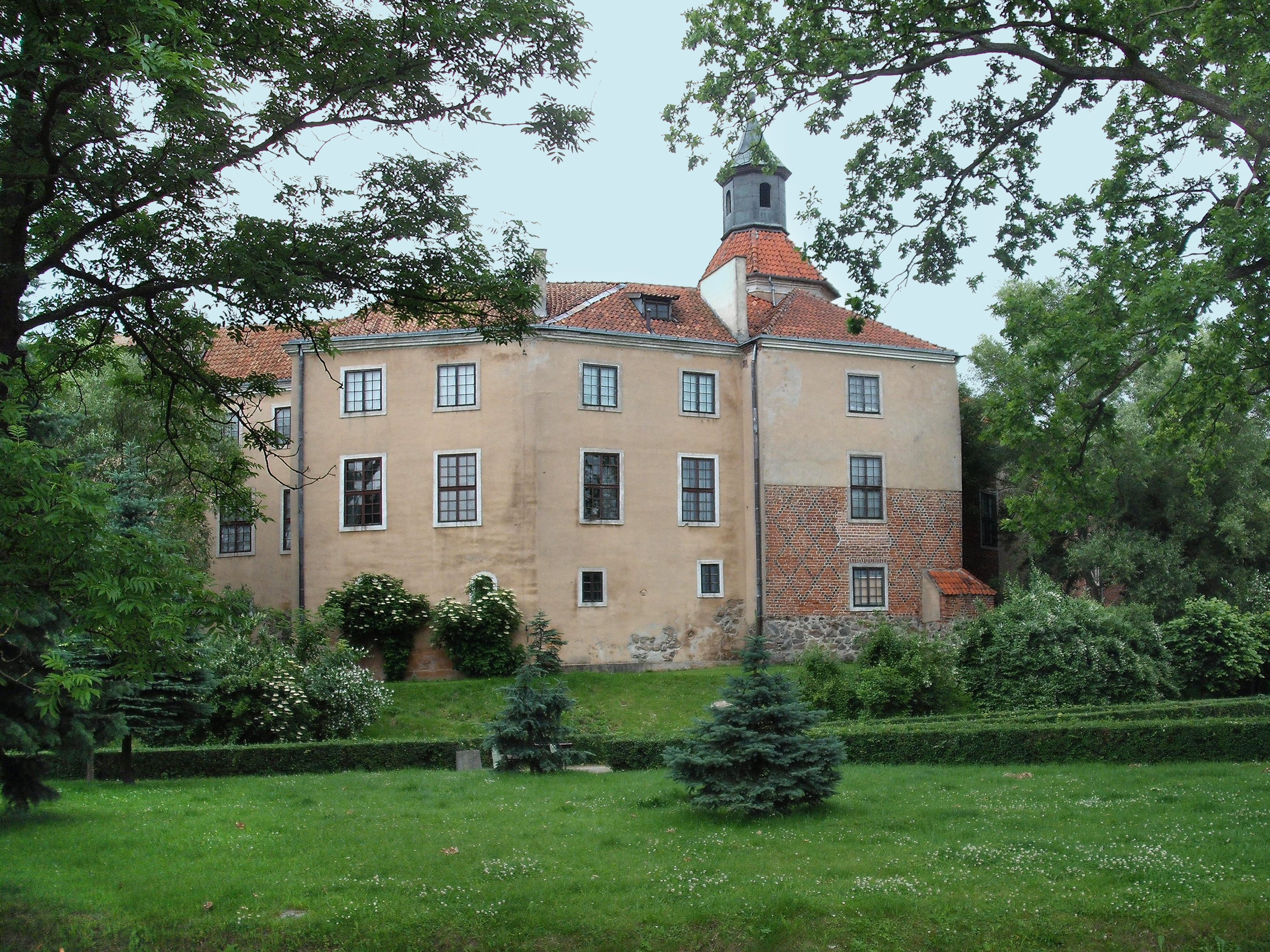
Schloss Mohrungen

Christoph von Dohna (1583–1637) auf Carwinden und Mohrungen heiratete 1620 Gräfin Ursula zu Solms-Braunfels, die Schwester der niederländischen Statthalterin Amalie. Sein Schwager, Friedrich Heinrich von Oranien, setzte ihn 1630 als Gouverneur des Fürstentums Orange ein; der Sohn Friedrich von Dohna übte dieses Amt von 1649 bis 1660 aus, siedelte jedoch nach der Besetzung von Orange durch Ludwig XIV. auf Schloss Coppet am Genfersee über, das er 1657 erworben hatte. Im Auftrag des brandenburgischen Kurfürsten siedelte er Schweizer Bauern nach Brandenburg um. Als 1667 ein Angriff aus Savoyen drohte, hatte er den Oberbefehl in Genf inne. Er war in der Schweiz hoch angesehen und u. a. Bern verlieh ihm das Bürgerrecht, das seinen Nachfahren bis heute verblieb.
Im 17. Jahrhundert ging jedoch der Einfluss der Familie Dohna im preußischen und europäischen Herrschaftsgefüge stets zurück, auch wenn sie im Umkreis des preußischen Königs Friedrich Wilhelms I. nochmals eine prominente Rolle spielte. Im 18. Jahrhundert gelangte Schloss Kotzenau in Niederschlesien an einen Zweig der Linie Schlodien und seit 1782 war Schloss Finckenstein im Besitz eines Zweiges der Schlobittener Linie (bis 1945). Durch die Ehe des Burggrafen Richard Friedrich zu Dohna-Schlobitten (1807–1894) mit Gräfin Mathilde Truchsess zu Waldburg-Capustigall (1813–1858) kam der Besitz Capustigall (heute Pribreschny) an ihn.

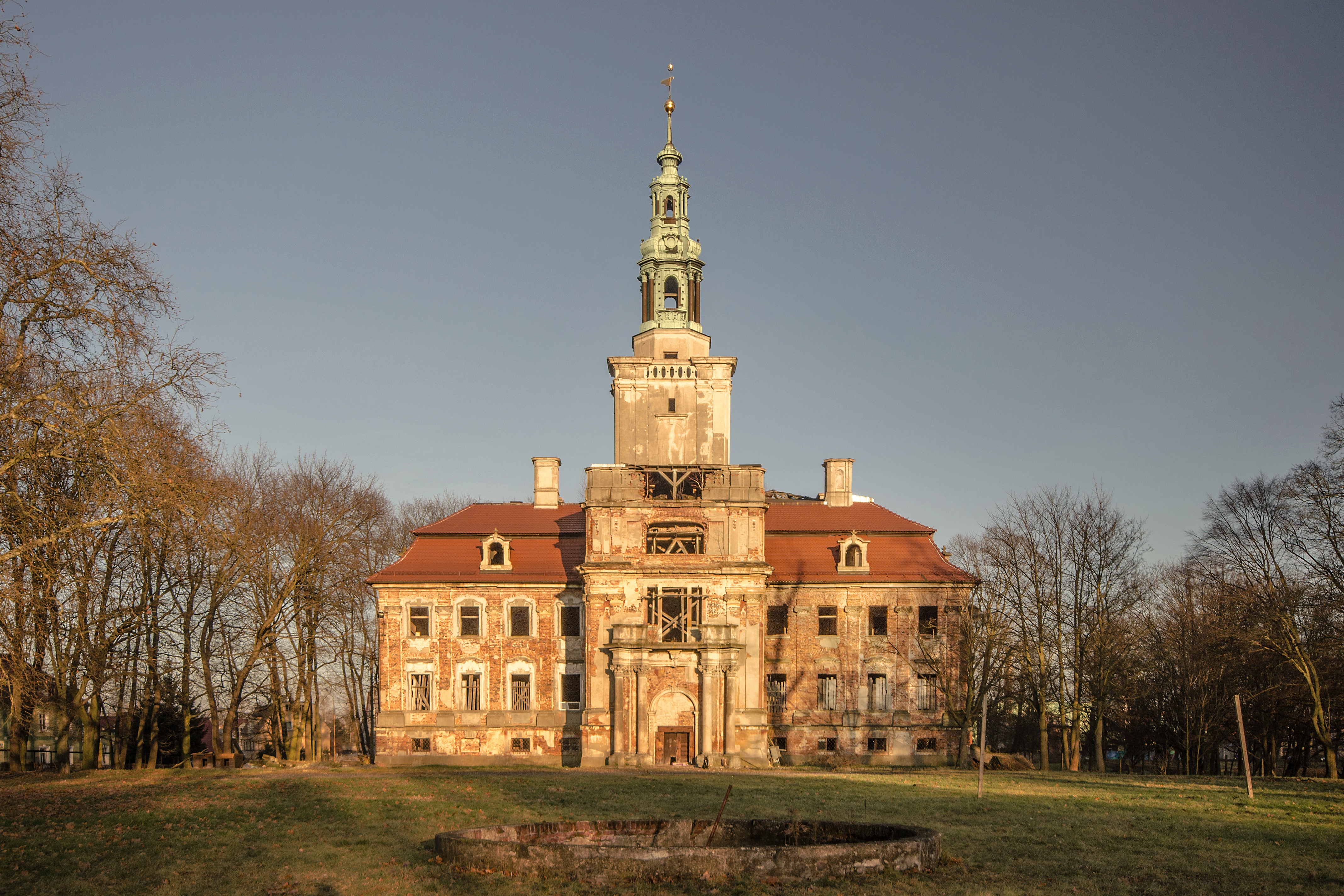
Schloss Kotzenau, Niederschlesien
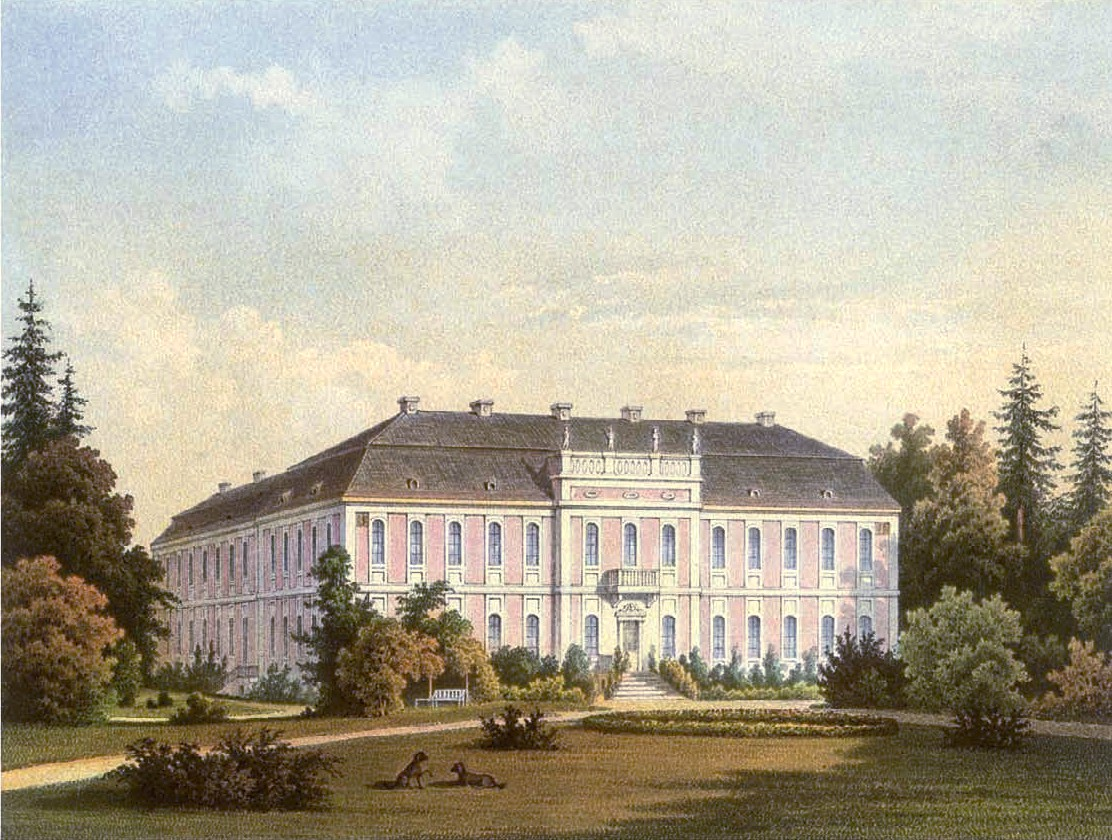
Schloss Finckenstein um 1866
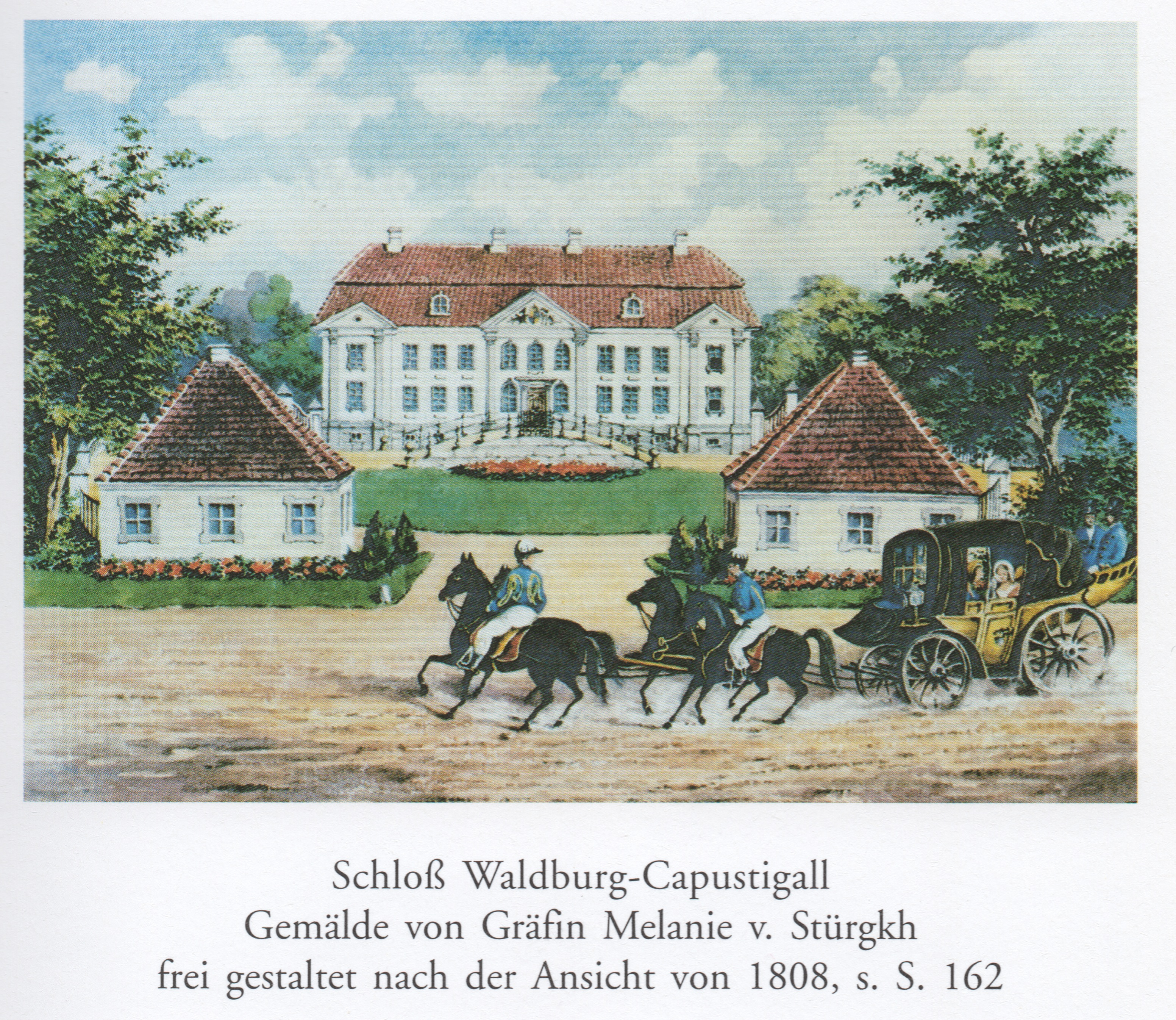
Schloss Capustigall

König Friedrich Wilhelm IV. erhob am 10. September 1840 die Majorate zu Schlobitten, Lauck, Reichertswalde und Schlodien mit Carwinden zu einer Grafschaft Dohna und verlieh den Inhabern dieser Majorate 1854 die erbliche Mitgliedschaft im preußischen Herrenhaus. Graf Richard zu Dohna-Schlobitten wurde am 1. Januar 1900 von Kaiser Wilhelm II. in den erblichen Fürstenstand erhoben.

## Wappen
Das Stammwappen zeigt in Blau zwei schräg-gekreuzte fünf- oder sechsendige silberne Hirschstangen. Auf dem Helm mit blau–silbernen Helmdecken eine gold gekrönte Jungfrau mit langem goldenen Haar in von Silber und Blau geviertem Gewand hervorwachsend, zwischen zwei silbernen Hirschstangen, die sie mit den Händen hält.
(Im 13. Jahrhundert, als ältere Helmzier, zwei Hirschstangen, außen mit Hahnenfedern besteckt. Anfang des 15. Jahrhunderts auch ohne die Hahnenfedern.)

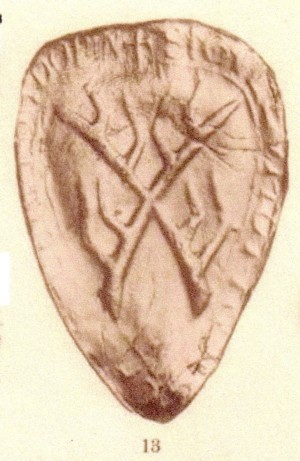
Wappenschild-Siegel des Burggrafen Otto I. von Dohna, 1235
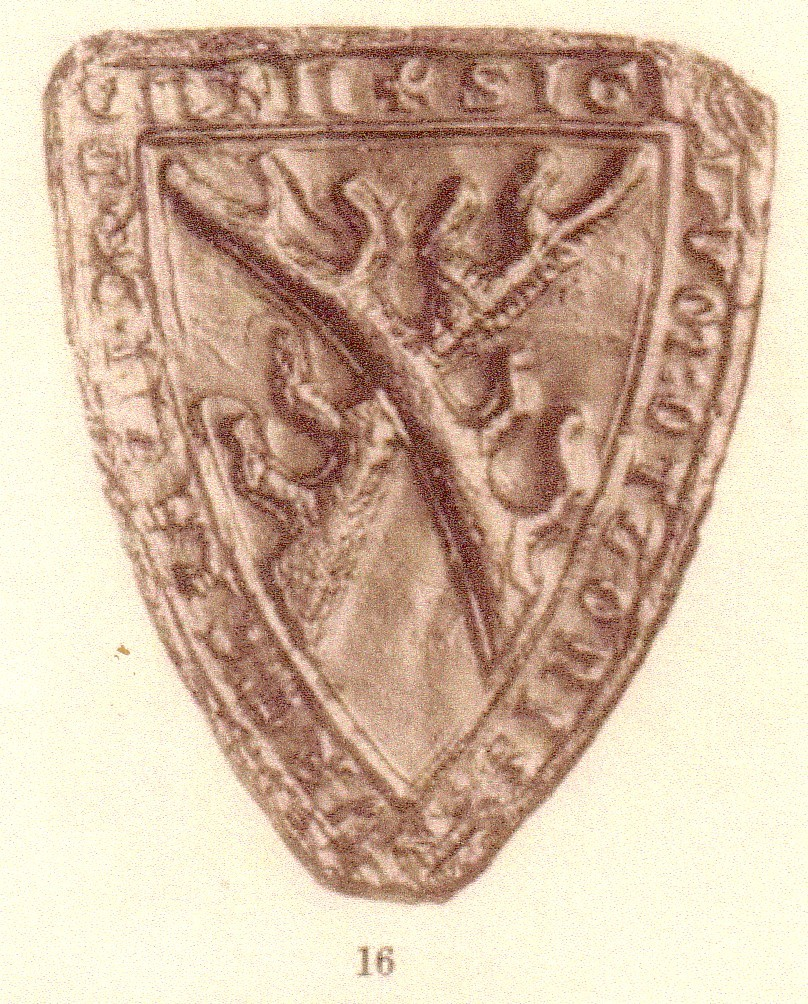
Wappenschild-Siegel der Burggrafen von Dohna, 1286
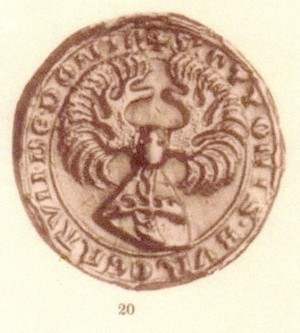
Vollwappen-Siegel des Burggrafen Otto III. von Dohna, 1287
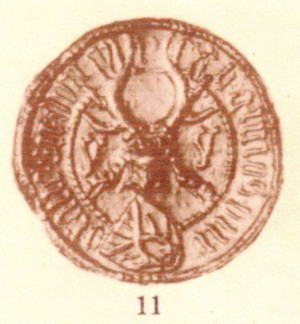
Vollwappen-Siegel des Burggrafen Jeschke von Dohna, 1401
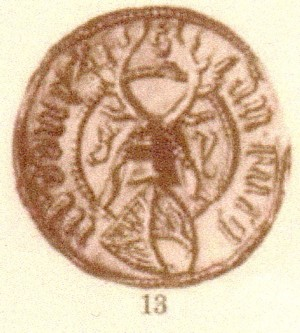
Vollwappen-Siegel des Burggrafen Jan von Dohna, 1401

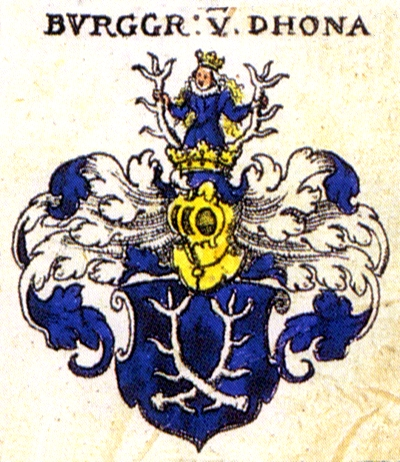
Wappen in Siebmachers Wappenbuch von 1605
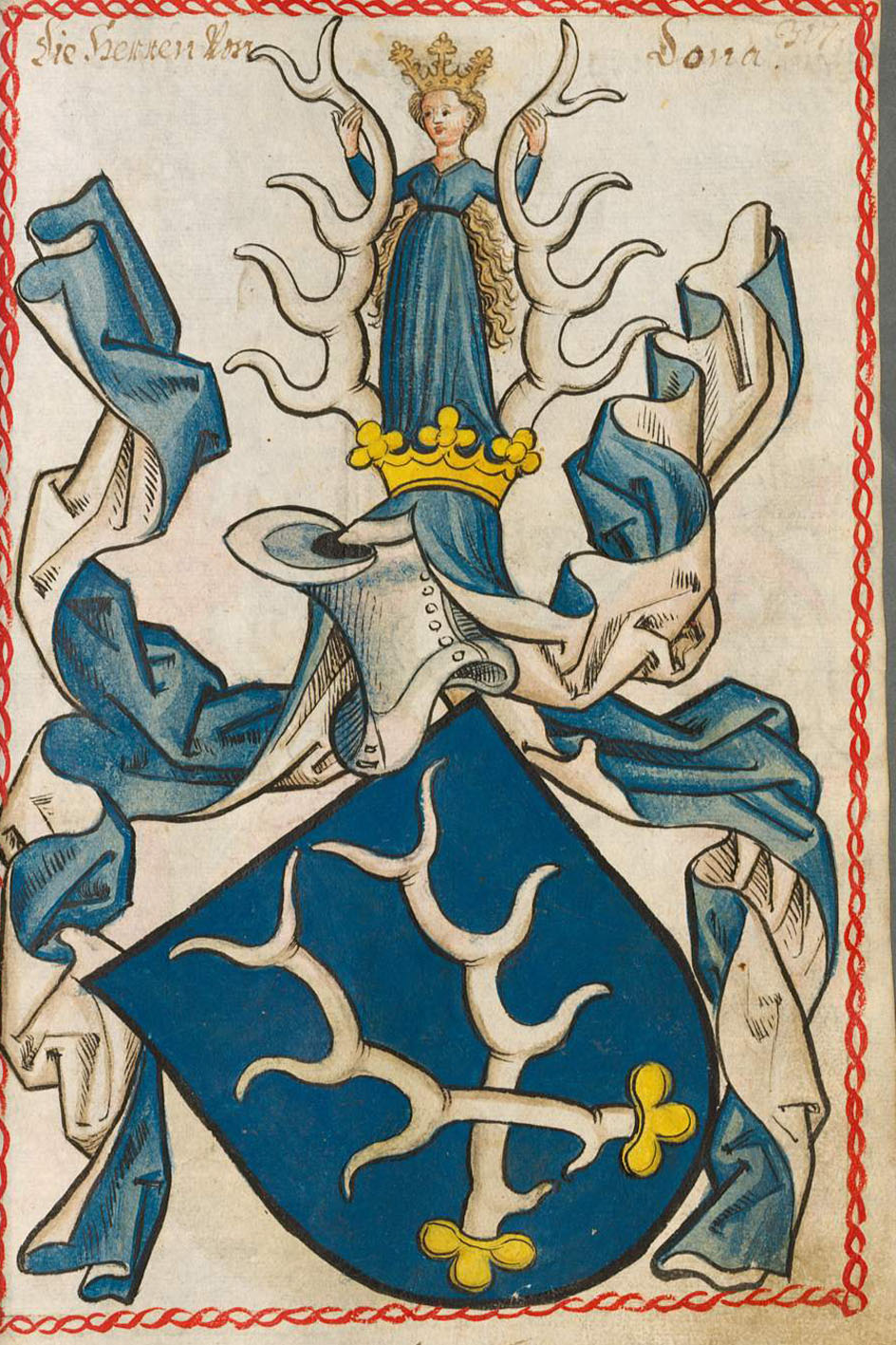
Wappen im Scheiblerschen Wappenbuch
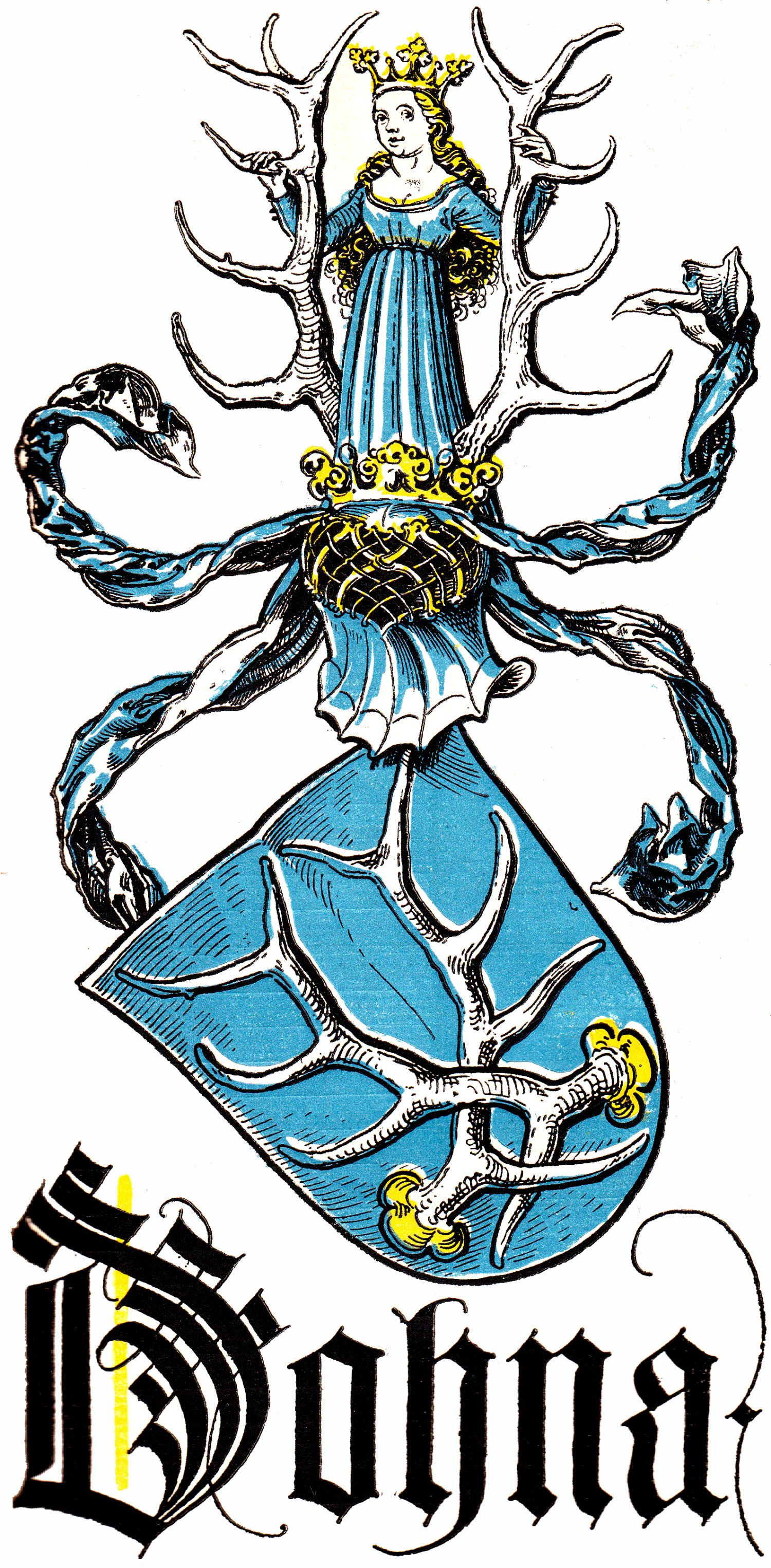
Wappengrafik von Otto Hupp im Münchener Kalender von 1901
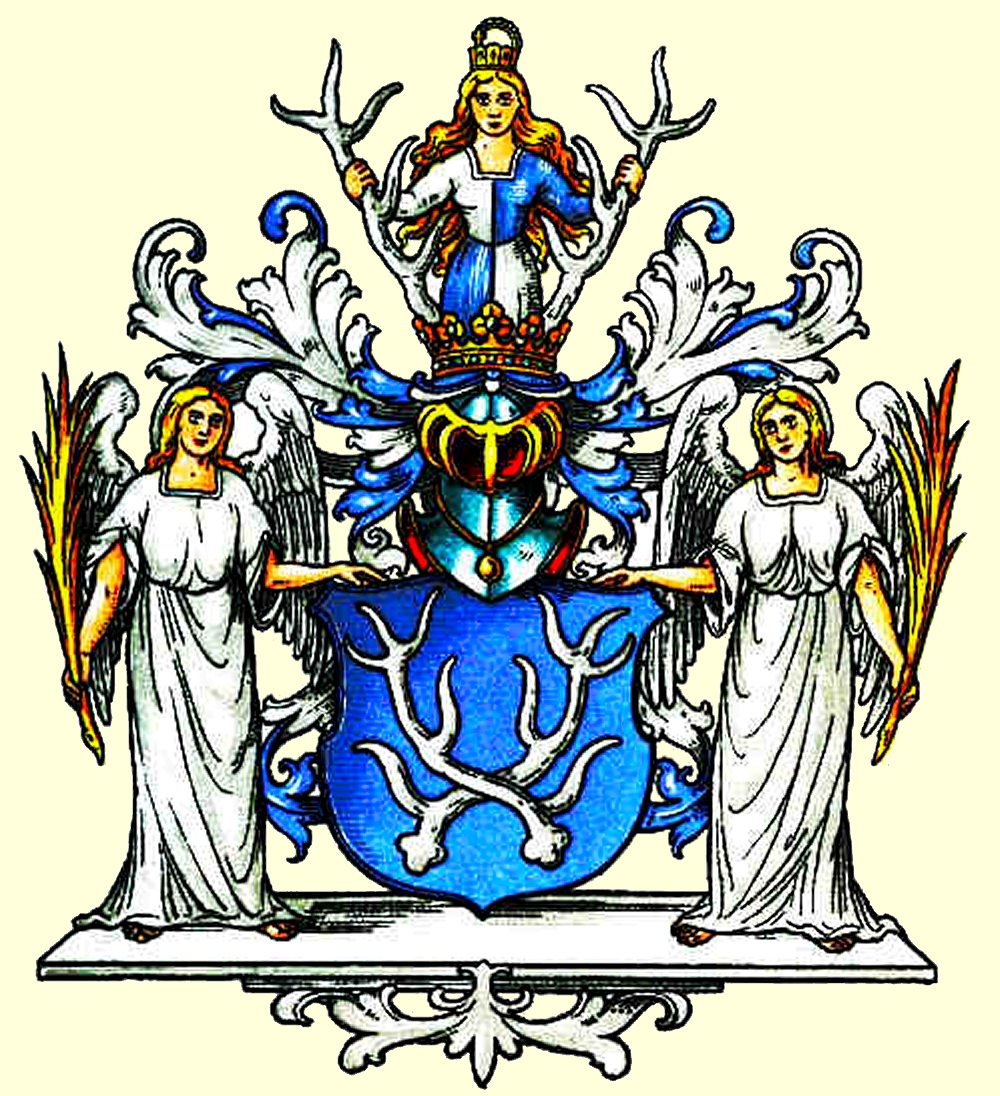
Wappen der Grafen zu Dohna in Kranes schlesischem Wappenbuch

## Bekannte Familienmitglieder (chronologisch)
- Adelheid von Dohna († vor 1267), erste Äbtissin des Klosters St. Marienthal in der Oberlausitz
- Adelheid von Dohna († 1342), geb. von Schönburg-Glauchau, Burggräfin, Gemahlin von Otto (Heide)
- Christoph von Dohna († 1560 in Bautzen), Herr von Königsbrück, 1549 Landvogt der Oberlausitz
- Fabian I. von Dohna (1550–1621), Militär, Statthalter und Diplomat[10]
- Abraham von Dohna (1579–1631), brandenburgischer Staatsmann und Oberst
- Friedrich von Donin (1574–1634), Reisender und Schriftsteller
- Christoph von Dohna (1583–1637), kurpfälzischer Diplomat, Gouverneur des Fürstentums Orange
- Karl Hannibal von Dohna (1588–1633), Kaiserlicher Oberkammerpräsident und Gegenreformator Schlesiens[11]
- Ursula Burggräfin von Dohna (1594–1657), Statthalterin von Orange[12]
- Friedrich von Dohna (1621–1688), Gouverneur des Fürstentums Orange
- Christian Albrecht von Dohna (1621–1677), brandenburgischer WGehRat, Statthalter des Fürstentums Halberstadt und in den Marken, Generalfeldzeugmeister[12]
- Christoph Delphicus von Dohna (1628–1668), Militär und Feldmarschall in schwedischen Diensten, Begründer der schwedischen Linie
- Dietrich von Dohna (1650–1686), kurbrandenburgischer Obrist
- Christoph Friedrich zu Dohna-Lauck (1652–1734), Erbfähnrich von Preußen
- Alexander zu Dohna-Schlobitten (1661–1728), kurbrandenburgisch-preußischer Generalfeldmarschall und Diplomat
- Johann Friedrich Burggraf und Graf zu Dohna (1663–1712), Marquis de Ferrassieres, niederländischer Generalleutnant[13]
- Friedrich Christoph zu Dohna-Carwinden (1664–1727), preußischer und schwedischer Generalleutnant und Diplomat[14]
- Christoph I. zu Dohna-Schlodien (1665–1733), preußischer General und Diplomat, Ahnherr des Hauses Schlodien
- Carl August zu Dohna-Carwinden (1691–1744), schwedischer Generalmajor[15]
- Wilhelm Alexander von Dohna-Schlodien (1695–1749), preußischer General, Ritter des Schwarzen Adlerordens
- Friedrich Ludwig zu Dohna-Carwinden (1697–1749), preußischer Generalfeldmarschall
- Christoph II. von Dohna-Schlodien (1702–1762), preußischer General
- Friedrich Carl zu Dohna-Carwinden (1721–1784), schwedischer Generalleutnant[15]
- August von Dohna-Lauck (1728–1796), preußischer Generalmajor
- Friedrich Alexander zu Dohna-Schlobitten (1741–1810), preußischer Obermarschall, Ritter des Schwarzen Adlerordens und des Pour le Mérite
- Ludwig Alexander zu Dohna-Schlodien (1750–1804), preußischer Hofgerichtsrat, Kammerherr und Generallandschaftsdirektor
- Albrecht zu Dohna-Schlodien (1764–1813), preußischer Oberstleutnant und Ritter des Orden Pour le Mérite
- Alexander Burggraf und Graf zu Dohna-Schlobitten (1771–1831), preußischer Staatsmann und Innenminister
- Wilhelm zu Dohna-Schlobitten (1773–1845), preußischer Diplomat, Ritter[16] des Schwarzen Adlerordens
- Friedrich Burggraf und Graf zu Dohna-Schlobitten (1784–1859), preußischer Generalfeldmarschall und Kanzler des Schwarzen Adlerordens
- Heinrich Ludwig Adolph Graf zu Dohna-Wundlacken (1777–1843), Regierungspräsident in Cöslin (1818–1831) und in Königsberg (1835–1843)[17]
- Alexander Fabian zu Dohna-Schlobitten (1781–1850), preußischer Offizier, Ritter des Ordens Pour le Mérite
- Friedrich Karl Emil zu Dohna-Schlobitten (1784–1859), preußischer Generalfeldmarschall, Schwiegersohn Scharnhorsts
- Carl Friedrich Alexander zu Dohna-Lauck (1799–1873), Landhofmeister in Preußen, Landtagsmarschall[18]
- Fabian zu Dohna-Schlodien (1802–1871), Landrat des Kreises Sagan[19]
- Otto zu Dohna-Reichertswalde (1802–1875), preußischer Standesherr und Politiker
- Adelheid zu Dohna-Poninska (1804–1881), Stadtplanerin
- Ludwig Wilhelm zu Dohna-Lauck (1805–1895), Abgeordneter in der Frankfurter Nationalversammlung
- Emil zu Dohna-Schlodien (1805–1877), preußischer Generalleutnant[20]
- Richard zu Dohna-Schlobitten (1807–1894), Landhofmeister im Königreich Preußen, Ritter des Schwarzen Adlerordens
- Florus Leopold Alfred Graf zu Dohna (1809–1859), Mitglied d. Preußischen Herrenhauses
- Hermann zu Dohna-Kotzenau (1809–1872), Politiker, Mitglied des Norddeutschen Reichstages und des Reichstages
- Theobald zu Dohna (1811–1875), preußischer Generalmajor
- Carl Ludwig zu Dohna-Schlodien (1814–1890), Obermarschall des Königreich Preußen[21]
- Adalbert zu Dohna-Schlodien (1816–1889), preußischer Generalmajor
- Siegmar zu Dohna-Schlobitten (1818–1909), preußischer Generalleutnant[22]
- Hannibal zu Dohna-Schlodien (1838–1914), preußischer Generalleutnant
- Richard Fürst zu Dohna-Schlobitten (1843–1916), preußischer Politiker und Vertrauter Kaiser Wilhelms II.
- Adalbert zu Dohna-Lauck (1849–1912), deutscher Verwaltungs- und Hofbeamter
- Alfred zu Dohna-Schlobitten (1852–1929), preußischer General der Kavallerie u. Generaladjutant des Kaisers[23]
- Carl Graf zu Dohna-Schlobitten (1857–1942), preußischer Landrat
- Richard Emil Fürst zu Dohna-Schlobitten (1872–1918), Majoratsherr und Parlamentarier
- Friedrich Ludwig Graf zu Dohna-Lauck (1873–1924), erbliches Mitglied d. Preußischen Herrenhauses
- Alexander Graf zu Dohna-Schlodien (1876–1944), Rechtswissenschaftler u. Politiker d. DVP
- Nikolaus Graf zu Dohna-Schlodien (1879–1956), Marineoffizier, Kommandant der Möve
- Heinrich Graf zu Dohna-Schlobitten (1882–1944), Gutsbesitzer, als Mitglied des Widerstandes gegen Hitler hingerichtet
- Alexander zu Dohna-Schlobitten (1899–1997), deutscher Offizier und Autor
- Lothar Graf zu Dohna (1924–2021), emeritierter Professor der Geschichte der TU Darmstadt
- Armgard von Reden-Dohna (* 1941), deutsche Historikerin[24]

- Amelie Gräfin zu Dohna (* 1962), Pastorin und Autorin[25]
- Jesko zu Dohna (* 1961), Historiker und Archivar

## Stammliste

### Burggrafen zu Dohna
- Liste der Burggrafen von Dohna

### Preußische Linie
- Stanislaus von Dohna (1433–1504), Burggraf und Herr von Donen, Feldhauptmann des Deutschen Ordens, Begründer der preußischen Linie
  - Peter von Dohna (1483–1553), Hauptmann zu Braunsberg und Mohrungen, erwarb die Herrschaft Carwinden (er hatte eine Tochter namens Sophia und acht Söhne)[26]
    - Achatius von Dohna (1533–1601), herzoglich-preußischer Rat und Amtshauptmann
      - Fabian II. von Dohna (1577–1631), Direktor des preußischen Landrats (Begründer der Reichertswalder Linie, zwei Söhne)
        - Friedrich von Dohna (1619–1688), erwarb Herrschaftshäuser in Coppet und Prangins (Schweiz) und wurde Bernburger
        - Fabian III. von Dohna (1617–1668), kurbrandenburgischer Staatsmann
          - Christoph Friedrich zu Dohna-Lauck (1652–1734)
            - Adolph Christoph zu Dohna-Lauck (1683–1736)
              - zur Fortsetzung siehe Linie Dohna-Lauck

            - Friedrich Ludwig zu Dohna-Reichertswalde (1697–1766)
              - zur Fortsetzung siehe Dohna-Reichertswalde

      - Abraham von Dohna (1579–1631), Diplomat und Feldherr, Chronist u. Verfasser von Erbauungsliteratur
      - Christoph von Dohna (1583–1637), kurpfälzischer Diplomat u. Gouverneur des Fürstentums Oranien, Begründer der Vianischen Linie
        - Friedrich von Dohna (1621–1688), niederländischer General, niederländisch-preußischer Staatsmann (acht Kinder)
          - Alexander zu Dohna-Schlobitten (1661–1728), Generalfeldmarschall, Oberhofmeister und Gouverneur des Prinzen Friedrich Wilhelm, Ahnherr des Hauses Schlobitten
            - Albrecht Christoph zu Dohna-Schlobitten (1698–1752), Oberstleutnant
            - Alexander Aemilius zu Dohna-Schlobitten (1704–1745), Oberst, gefallen in der Schlacht bei Soor
              - Friedrich Alexander Burggraf und Graf zu Dohna-Schlobitten (1741–1810), wurde gefürstet
                - Friedrich Ferdinand Alexander Burggraf und Graf zu Dohna-Schlobitten (1771–1831), preußischer Staatsmann
                - Wilhelm zu Dohna-Schlobitten (1773–1845)
                  - Richard Friedrich Graf zu Dohna-Schlobitten (1807–1894), Mitglied d. Preußischen Herrenhauses
                    - Richard Wilhelm Fürst zu Dohna-Schlobitten (1843–1916), Mitglied d. Preußischen Herrenhauses
                      - Richard Emil Fürst zu Dohna-Schlobitten (1872–1918)
                        - Alexander Fürst zu Dohna-Schlobitten (1899–1997), deutscher Offizier und Autor
                          - Friedrich Fürst zu Dohna-Schlobitten (* 1933)
                          - Ludwig Burggraf und Graf zu Dohna-Schlobitten (* 1937)

                    - Eberhard Burggraf und Graf zu Dohna-Schlobitten (1846–1905) auf Waldburg
                      - Heinrich Graf zu Dohna-Schlobitten (1882–1944), als Mitglied des Widerstandes gegen Hitler hingerichtet

                - Ludwig zu Dohna-Schlobitten (1776–1814), preußischer Politiker und Landwehrführer, Kommandant von Danzig
                - Alexander Fabian zu Dohna-Schlobitten (1781–1850), Begründer des Zweiges auf Schloss Finckenstein
                  - Heinrich Eduard zu Dohna-Schlobitten (1821–1859) auf Brunau
                    - Alfred zu Dohna-Schlobitten (1852–1929), preußischer General der Kavallerie und Generaladjutant des Kaisers
                    - Carl Graf zu Dohna-Schlobitten (1857–1942), preußischer Landrat

                - Karl Friedrich Emil zu Dohna-Schlobitten (1784–1859), preußischer Generalfeldmarschall, Schwiegersohn Scharnhorsts
                  - Siegmar zu Dohna-Schlobitten (1818–1909), preußischer Generalleutnant

            - Wilhelmine Amalie zu Dohna-Schlobitten (1686–1757) – verheiratet mit Otto Magnus von Dönhoff (1665–1717)

          - Johann Friedrich Burggraf und Graf zu Dohna (1663–1712), Marquis de Ferrassieres, niederländischer Generalleutnant
          - Christoph I. zu Dohna-Schlodien (1665–1733), preußischer General und Diplomat, Ahnherr des Hauses Schlodien
            - Carl Florus zu Dohna-Schlodien (1693–1765)
              - Carl Ludwig Alexander zu Dohna-Schlodien (1758–1838)
                - Christoph Adolph zu Dohna-Schlodien (1786–1843)
                  - Carl Ludwig zu Dohna-Schlodien (1814–1890), preußischer Obermarschall
                    - Adolph zu Dohna-Schlodien (1846–1905)
                      - Carl Ludwig zu Dohna-Schlodien (1869–1919)

                    - Rudolph zu Dohna-Schlodien (1848–1897)
                      - Konrad zu Dohna-Schlodien (1872–1936)
                        - Wilhelm zu Dohna-Schlodien (1922–1944), gefallen
                        - Carl Emanuel zu Dohna-Schlodien (1927–1945), gefallen

            - Wilhelm Alexander von Dohna-Schlodien (1695–1749), preußischer General, Ritter des Schwarzen Adlerordens
              - Wilhelm zu Dohna-Schlodien (1724–1787) – verheiratet mit Gräfin Friederike von Reichenbach-Goschütz (1740–1814) auf Kotzenau
                - Albrecht zu Dohna-Schlodien (1764–1813), preußischer Offizier und Ritter des Orden Pour le Mérite
                - Wilhelm zu Dohna-Schlodien (1769–1837) – verheiratet mit Gräfin Henriette Friederike von Reichenbach-Goschütz (1785–1839)
                  - Adelheid von Dohna-Schlodien (1804–1881), Stadtplanerin
                  - Hermann zu Dohna-Kotzenau (1809–1872), Erbherr auf Kotzenau, der „rote Graf“ – verheiratet mit Gräfin Marie von Nostitz

                - Fabian zu Dohna-Schlodien (1777–1839)
                  - Fabian zu Dohna-Schlodien (1802–1871), Landrat des Kreises Sagan
                  - Emil zu Dohna-Schlodien (1805–1877), preußischer Generalleutnant
                  - Alfred zu Dohna-Mallmitz (1809–1859), Mitglied des preußischen Herrenhauses
                    - Alfred zu Dohna-Mallmitz (1849–1907)
                      - Nikolaus Graf zu Dohna-Schlodien (1879–1956), Marineoffizier, Kommandant der Möve

                  - Theobald zu Dohna (1811–1875), preußischer Generalmajor
                    - Hannibal zu Dohna-Schlodien (1838–1914), preußischer Generalleutnant
                      - Alexander Graf zu Dohna-Schlodien (1876–1944), Rechtswissenschaftler und Politiker der DVP

                  - Adalbert zu Dohna-Schlodien (1816–1889), preußischer Generalmajor

            - Christoph II. von Dohna-Schlodien (1702–1762), preußischer General
              - Ludwig Alexander zu Dohna-Schlodien (1750–1804), preußischer Hofgerichtsrat, Kammerherr u. Generallandschaftsdirektor

        - Christian Albrecht von Dohna (1621–1677)
          - Dietrich von Dohna (1650–1686), kurbrandenburgischer Obrist

        - Christoph Delphicus von Dohna (1628–1668), Militär und Feldmarschall in schwedischen Diensten, Begründer der schwedischen Linie

    - Heinrich von Dohna (1534–1563), kam im jugendlichen Alter an den polnischen Hof, zeichnete sich in den livländischen Kriegen aus, war 1562 als polnischer Gesandter in Dänemark, führte 1563 ein preußisches Hilfskorps nach Livland; † 30. Oktober 1563 vor Pernau, begraben in Riga
    - Friedrich von Dohna (1536–1564), studierte 1547 in Königsberg, trat 1559 in dänischen Dienst, war Rittmeister im Krieg gegen die Schweden, ertrank bei Malmö, wurde in der Kirche von Lund begraben
    - Christoph von Dohna (1539–1584), dänischer Militär, Politiker und Diplomat
    - Hans von Dohna (1545–1565) wurde bei Venediger in Pommern erzogen, starb am holsteinischen Hof
    - Abraham von Dohna (1542–1569) war Kämmerer des Herzogs Albrecht von Preußen, ging 1567 nach Livland
    - Fabian I. von Dohna (1550–1621), Rat, Hofmarschall und Abgesandter des Pfalzgrafen Johann Casimir (kinderlos)

### Linie Dohna-Lauck
- Christoph Friedrich zu Dohna-Lauck (1652–1734)
  - Adolph Christoph zu Dohna-Lauck (1683–1736)
    - Alexander zu Dohna-Lauck (1719–1793)
      - Carl zu Dohna-Lauck (1775–1828)
        - Carl Friedrich zu Dohna-Lauck (1799–1873), Landhofmeister in Preußen, Landtagsmarschall
          - Friedrich zu Dohna-Lauck (1844–1909)
            - Friedrich Ludwig zu Dohna-Lauck (1873–1924), erbliches Mitglied d. Preußischen Herrenhauses

          - Adalbert zu Dohna-Lauck (1849–1912), deutscher Verwaltungs- und Hofbeamter

        - Ludwig Wilhelm zu Dohna-Lauck (1805–1895), Abgeordneter in der Frankfurter Nationalversammlung

    - August von Dohna-Lauck (1728–1796), preußischer Generalmajor
    - Ludwig zu Dohna-Wundlacken (1733–1787)
      - Heinrich Graf zu Dohna-Wundlacken (1777–1843), Regierungspräsident in Cöslin und Königsberg

### Lausitzische Linie
- Christoph von Dohna († 1560), Herr auf Königsbrück und 1549–1560 Landvogt der Oberlausitz

### Schlesische Linie
- Abraham II. von Dohna (1561–1613), Herr auf Wartenberg in Schlesien, Rat Kaiser Rudolfs II., Landvogt der Oberlausitz und Präsident der Böhmischen Kammer (1611)
  - Karl Hannibal von Dohna (1588–1633), Sohn des vorigen, Landvogt der Oberlausitz, Kammerpräsident in Schlesien

### Schwedische Linie Dohna-Carwinden
- Christoph Delphicus von Dohna (1628–1668), Burggraf und Graf, ist Begründer der schwedischen Linie
  - Friedrich Christoph zu Dohna-Carwinden (1664–1727), preußischer u. schwedischer Generalleutnant und Diplomat
    - Carl August zu Dohna-Carwinden (1691–1744), schwedischer Generalmajor
      - Friedrich Carl zu Dohna-Carwinden (1721–1784), schwedischer Generalleutnant

    - Friedrich Ludwig zu Dohna-Carwinden (1697/1694–1749), preußischer Generalfeldmarschall